# Європа-крос
Спортивний клуб «Європа-крос» — об'єднання спортсменів, чиєю основною діяльністю є мотокрос, мотоциклетні шосейно-кільцеві перегони та автокрос, включаючи контактний або екстремальний автокрос — гонки на виживання. Кольори клубу: білий, червоний та чорний.
Спортивний клуб «Європа-крос» забезпечує участь українських мотокросменів у міжнародних змаганнях в країнах Європи.
Клуб опікується спортивною автомототрасою «Вербова Лоза», де організовує та проводить мотокроси та гонки на виживання.

## Історія

### Зміна статусу
У червні 1999 року приватний професіональний Спортивній клуб «Європа-крос», що був створений у жовтні 1992 року,  змінив статус, без зміни назви. З того часу це Олександрійська міська громадська організація Спортивний клуб «Європа-крос» (Розпорядження міського голови Олександрії № п-89-р від 23 червня 1999 року).

### Спортсмени клубу

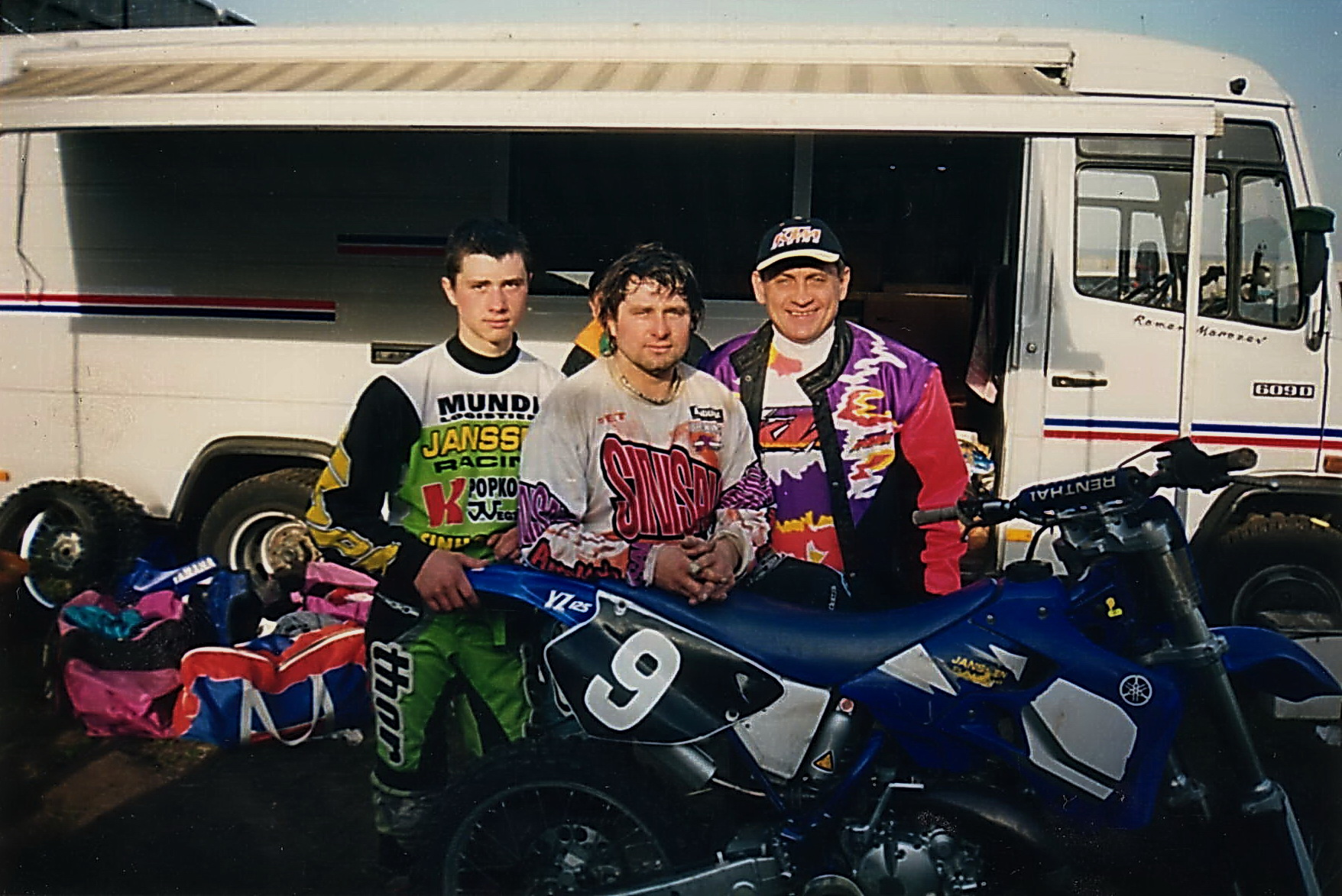
Роман і Олександр Морозови та В'ячеслав Чебишев

Першим гонщиком клубу став майстер спорту з Олександрії Дмитро Скічко, який успішно виступав у гонках в Нідерландах та Польщі. За всю історію СК «Європа-крос» в його склад входили майстри спорту і майстри спорту міжнародного класу Олександр Морозов, Анатолій Єфімов, Едуард Казаченко, Олександр Скирда, Віктор Левицький, Костянтин Уткін, Олександр Костиря, Лариса Житинська (Козлова), Сергій Сокур, Юрій Нос, Олексій Козловський, брати Дмитро і Валерій Доценко, Роман Морозов, Михайло Цвєтков, юні Дмитро Чернов і Данило Шаманський. 

### Основні досягнення гонщиків  Спортивного клубу «Європа-крос» за кордоном
2 miejsce.  Mistrzostwa Polski w motocrossie. Polska, Szczecin, 10.07.1994
2.Platz. 31.Intern. Moto-Cross Ostseepokal, Deutschland, Wolgast, 17.07.1994.
3.Platz. 32.Intern. Moto-Cross Ostseepokal, Deutschland, Wolgast, 16.07.1995.
2.Platz. 33.Intern. Moto-Cross Ostseepokal, Deutschland, Wolgast, 21.07.1996.
2 miejsce.  Międzynarodowe zawody  w motocrossie. Polska, Lublin, 21.09.1997.
3 miejsce.  Międzynarodowe zawody  w motocrossie. Polska, Lublin, 21.09.1997.
1 miejsce.  Międzynarodowe zawody  w motocrossie. Polska, Lublin, 03.05.1998.
2 miejsce.  Międzynarodowe zawody  w motocrossie. Polska, Przasnysz, 28.03.1999.
2 miejsce.  Mistrzostwa Polski w motocrossie. Polska, Sochaczew, 01.05.1999.
2 miejsce.  Międzynarodowe zawody  w motocrossie. Polska, Lublin, 03.05.1999.
3 miejsce.  Międzynarodowe zawody  w motocrossie. Polska, Lublin, 03.05.1999.
1 miejsce.  Grand Prix Niepodległości Polski. Polska, Sochaczew, 11.11.1999.
3 miejsce.  Grand Prix Niepodległości Polski. Polska, Sochaczew, 11.11.1999. 
2 miejsce.  Grand Prix Niepodległości Polski. Polska, Sochaczew, 11.11.2000.
1 miejsce.  Puchar Europy Wschodniej w motocrossie. Polska, Lublin, 07.11.2010.
1 miejsce. 8. Runda Otwartych Mistrzostw Lubelszczyzny w Motocrossie w klasie Open A.  Polska, Lublin, 07.11.2010.
1 miejsce. Zawody motocrossowe XXII Grand Prix Niepodległości im. Władysława                 Dudzińskiego. Klasa Open licencja «А». Polska, Sochaczew, 11.11.2010.
1 miejsce. Zawody motocrossowe XXII Grand Prix Niepodległości im. Władysława                  Dudzińskiego. Klasa 65 ccm. Polska, Sochaczew, 11.11.2010.
2 miejsce. Puchar Europy Wschodniej w motocrossie. Polska, Bychawa, 13.11.2011. 

### Чемпіонство України

Чемпіони України у командному заліку 2000 року

У 2000 році команда Спортивного клубу «Європа-крос» по сумі двох етапів (перший етап проходив на трасі спортивного комплексу «Чайка» у Києві, а другий − у Харкові) стала чемпіоном України з шосейно-кільцевих мотоперегонів. До складу команди входили Сергій Сокур, який виборов золоту медаль в класі мотоциклів 175 куб.см, Юрій Нос, що здобув срібну медаль в класі мотоциклів 250 куб.см, та В'ячеслав Чебишев, який виборов срібну медаль в класі мотоциклів 125 куб.см. Всі ці гонщики виконали норматив: «Майстер спорту України». Механіком команди був майстер спорту СРСР Володимир Сушин, який якісно підготував спортивні мотоцикли до змагань .

### Відродження мотокросу в Олександрії
Восени 2017 року та весною 2018 року Спортивний клуб «Європа-крос» провів масштабну відбудову траси мотокросу. Після багаторічної перерви, 19 та 20 травня 2018 року на трасі «Вербова Лоза» були проведені змагання з мотокросу. Це був другий етап чемпіонату України, що присвячувався 65-річчю керівника клубу В'ячеслава Чебишева. Ця гонка мала схвальні відгуки мотокросменів, керівництва Федерації мотоспорту України, суддів, глядачів та засобів масової інформації.

### Перший обласний кантрі-крос
У липні місяці 2018 року «УкрАгроКом» звернувся до клубу з проханням провести кантрі-крос у селі Головківка. У короткий термін СК «Європа-крос» у балці неподалік від цього села підготував трасу довжиною 4800 метрів для цих змагань та 11 серпня 2018 року провів кантрі-крос, що отримав статус загальноукраїнського. Це був перший в історії області кантрі-крос .

### 20-річчя та 25-річчя бренду Спортивний клуб «Європа-крос»

Постер до 20-річчя клубу
Постер до 20-річчя клубу

26 травня 2012 року на честь 20-річчя бренду Спортивний клуб «Європа-крос» на Спортивній автомототрасі «Вербова Лоза» відбулися гонки на виживання, що присвячувалися цій даті та Дню міста.
10 червня 2017 року на честь 25-річчя бренду Спортивний клуб «Європа-крос» на трасі «Вербова Лоза» було проведено гонки на виживання .

## Основні спонсори клубу
Протягом багатьох років група компаній «УкрАгроКом» є титульним спонсором Спортивного клубу «Європа-крос» та фінансує всі заходи, що проводить ця спортивна організація. Спонсором клубу також є Сергій Анатолійович Кузьменко.